# Antonio Dorta
Antonio Dorta  (Tenerife, 18 de junio de 1906 - Madrid, 30 de enero de 1983) fue un periodista y traductor español.

## Biografía
Nació en Tacoronte en la isla de Tenerife el 18 de junio de 1906.  Fue abogado, periodista, crítico y traductor español, perteneciente a la promoción de intelectuales surgidos en el período anterior a la Guerra Civil. En las Islas Canarias estuvo ligado a los escritores vanguardistas que editaron la revista La Rosa de los vientos y a la generación llamada “de la República”. 
En 1931, como militante en la conjunción republicano-socialista, ejerció por breve tiempo como concejal y alcalde de Tacoronte, su pueblo natal, pero a finales de ese año se estableció en Madrid. Allí trabajó para la oficina del Cabildo de Tenerife y como colaborador de La Tarde, el diario tinerfeño donde aparecieron desde 1932 sus crónicas, reseñas y críticas de tema cultural y político. Al estallar la Guerra Civil, fue redactor-jefe del ABC republicano y redactor de cultura en Blanco y Negro. 
En 1939 fue detenido, pero sobreseída la causa que lo condujo ante el Juzgado Militar de Madrid, él y su esposa, la grafóloga Mariana Hernández Aguilar (1915-1992), consiguieron sobrevivir gracias a las traducciones que Dorta realizó para las editoriales Pegaso y, más tarde, Espasa-Calpe Argentina. 
En 1951, al obtener Dorta una oposición a funcionario y traductor de la FAO, se establecieron en Roma, donde vivieron hasta prácticamente el final de sus días, en contacto con la cultura republicana en el exilio.
Falleció en Madrid el 30 de enero de 1983.

## Obra
Entre las traducciones realizadas por Dorta se cuentan obras de autores anglosajones como Carlyle, De Quincey, Boswell, Emerson, Pepys y Ruskin; y franceses, como Arnould, Diderot, Stendhal o Renard. 
En la selección de títulos y en sus prólogos predomina el interés por la biografía y la autobiografía. En este género destaca su aportación a la Antología de diarios íntimos (Barcelona, Labor, 1963), una selección anotada publicada en colaboración con Manuel Granell.[cita requerida]
En 1993, la profesora Isabel Castells recopiló en volumen Cartas a Dácil y otros ensayos, integrado por textos de Dorta publicados en la prensa de Tenerife entre 1929 y 1935. La Biblioteca de la Universidad de La Laguna (legataria de la biblioteca particular de Mariana y Antonio Dorta) le dedicó en 2010 una exposición de homenaje, acompañada de un catálogo con textos críticos diversos sobre su vida y su obra.[cita requerida]

### Traducciones
- Antología de diarios íntimos. Selección, notas y estudios preliminares por Manuel Granell y Antonio Dorta («Breve biografía del diario íntimo»). En:. Barcelona: Labor, 1963. (Aunque sin firma, corresponden también a Dorta algunas traducciones).
- Arnold, Matthew. Poesía y poetas ingleses. Traducción del inglés y prólogo de Antonio Dorta. Buenos Aires: Espasa-Calpe, 1950.
- Arnould, Louis. Almas prisioneras: la escuela de sordomudas y ciegas. Prólogos de Georges Picot y Etienne Lamy; traducción al español de la 36.ª edición francesa, revisada y corregida, hecha por Antonio Dorta. Buenos Aires: Espasa-Calpe, 1954.
- Bordeaux, Henry. Un precursor, vida, muerte y supervivencia de San Luis Rey de Francia. Traducción de Antonio Dorta. Buenos Aires: Espasa-Calpe, 1951.
- Boswell, James. La vida del doctor Samuel Johnson. Selección, traducción y prólogo de Antonio Dorta. Buenos Aires: Espasa-Calpe, 1949.
- Carlyle, Thomas. Recuerdos. Traducción del inglés y nota de Antonio Dorta. Buenos Aires: Espasa-Calpe, 1949.
- Carlyle, Thomas. Vida de Schiller. Versión española y nota de Antonio Dorta. Buenos Aires; México: Espasa-Calpe Argentina, 1952.
- Bailey, Cyril (ed.) El legado de Roma. Traducido del inglés por A. J. Dorta. Madrid: Pegaso, 1944.
- De Quincey, Thomas. Confesiones de un comedor de opio inglés. Traducción del inglés y prólogo de Antonio Dorta. Buenos Aires: Espasa-Calpe, 1953.
- De Quincey, Thomas. El asesinato, considerado como una de las bellas artes; El coche correo inglés. Traducción del inglés y prólogo de Antonio Dorta. Madrid: Espasa-Calpe, 1966.
- Diderot, Denis. Vida de Séneca. Traducción del francés y nota preliminar por Antonio Dorta. Buenos Aires: Espasa-Calpe, 1952.
- Emerson, Ralph Waldo. Ensayos escogidos. Traducción y selección de Antonio Dorta. Buenos Aires; México: Espasa-Calpe Argentina, 1951.
- La Filosofía en sus textos. Selección, comentarios e introducciones por Julián Marías, 2 vols. Barcelona: Labor, 1950 .
- Garratt, G. T. (ed.) El legado de la India. Introducción del marqués de Zetland; traducido por A. J. Dorta. Madrid: Pegaso, 1945.
- Gibbon, Edward. Autobiografía. Prólogo y traducción del inglés de Antonio Dorta. Buenos Aires: Espasa-Calpe, 1949.
- Jevons, William Stanley. Lógica. Traducción del inglés Antonio Dorta. Madrid: Pegaso, 1941.
- Livingstone, Richard (ed.) El legado de Grecia. Traducción del inglés por A. J. Dorta. Madrid: Pegaso, 1944.
- Pepys, Samuel. Diario. Prólogo, selección y traducción de Antonio Dorta. Buenos Aires: Espasa-Calpe Argentina, 1955.
- Renard, Jules. Diario. Selección, traducción y prólogo de Antonio Dorta. Buenos Aires: Espasa-Calpe, 1952.
- Runciman, Steven. La civilización bizantina. Traducción del inglés por A. J. Dorta. Madrid: Pegaso, 1942.
- Ruskin, John. Sésamo y Lirios: ensayos sociales. Traducción del inglés y prólogo de Antonio Dorta. Buenos Aires: Espasa-Calpe, 1950.
- Russell, Bertrand. Historia de la filosofía occidental. Traducción de Julio Gómez de la Serna y Antonio Dorta. Buenos Aires: Espasa-Calpe, 1947.
- Sainte-Beuve, Charles Augustin. Retratos de mujeres. Selección y versión española de A. Dorta. Buenos Aires: Espasa-Calpe, 1952.
- Scott, Walter. El anticuario. Traducción del inglés por Antonio Dorta. Buenos Aires: Espasa-Calpe, 1948.
- Scott, Walter. Diario. Selección, prólogo y traducción del inglés por Antonio Dorta. Buenos Aires: Espasa-Calpe Argentina, 1954.
- Ségur, Philippe de. Incendio de Moscú: episodio de la campaña de Rusia de Napoleón Primero. Traducido por Antonio Dorta. Madrid: [s.n., s.a.]
- Stendhal. Diario. Selección, prólogo y traducción de Antonio Dorta. Buenos Aires: Espasa-Calpe Argentina, 1955.
- Ticknor, George. Diario. Selección y versión española de Antonio Dorta. Buenos Aires: Espasa-Calpe, 1952.
- Wing-Tsit Chan. Tendencias religiosas de la China moderna. Versión española de Antonio Dorta. Madrid: Espasa-Calpe, 1955.

### Artículos periodísticos

#### ABC (diario)(1937-1938)
- «ABC en Valencia. Nueva versión del ‘Levante feliz’», 17 de septiembre de 1937.
- «ABC en los frentes. En las trincheras hay novedad», 15 de octubre de 1937.
- «Homenaje a Federico García Lorca», 3 de septiembre de 1938. Por A. D.
- «Los días. ‘Un año con Queipo’», 13 de septiembre de 1938.
- «La retirada de los internacionales. Un estreno de Rafael Alberti en el Auditorium», 22 de noviembre de 1938

#### Blanco y Negro (revista)(1938-1939)
- La literatura y la guerra [sobre Miguel Hernández], núm. 1, abril 1938.
- Las armas y las ideas, núm. 2, mayo 1938.
- La crítica y la revolución de las Artes, núm. 3, mayo 1938.
- España, país de lo imprevisto, 1 de junio de 1938.
- La confesión de un falangista, 15 de junio de 1938.
- La poesía combate al lado de España, 1 de julio de 1938.
- Goya, en la Red de San Luis por Antonio de Viana, núm. 6, julio 1938.
- Dos años de lucha por la independencia de España y por la libertad del hombre, núm. 7, julio 1938.
- La vida y la obra de Segundo de Ispizua, vasco ejemplar por Antonio de Viana, núm. 7, julio 1938.
- Actualidad literaria francesa, núm. 8, agosto 1938.
- Amigos de España: la labor de la ambulancia escocesa en los frentes y las poblaciones civiles por Antonio de Viana, núm. 8, agosto 1938.
- Un gentilhombre de la literatura: Alfonso Reyes, núm. 9, agosto 1938.
- Actualidad literaria. Un libro de César Falcón, núm. 11, septiembre 1938.
- Actualidad literaria. La acusación del delegado de Propaganda de Queipo de Llano, núm. 12, octubre 1938.
- Actualidad literaria. Dos libros: Acero de Madrid y Madrid, rojo y negro, núm. 14, noviembre 1938.
- Los artistas que trabajan: Daniel Vázquez Díaz y su obra actual, núm. 16, diciembre 1938.
- Anselmo Lorenzo. Los precursores» y «Antonio Machado, núm. 17, diciembre 1938.
- Balance literario, núm. 18-19, enero 1939.
- José Venegas. Verdad y mentira de Franco, núm. 18-19, enero1939.
- Actualidad literaria. Novedades francesas, núm. 20, febrero 1939.
- Actualidad literaria. Antonio Machado ha muerto, núm. 21, marzo 1939.

#### Índice de Artes y Letras (1950-1951)
- «Cocteau y Valery», núm. 28, abril 1950, pág. 3.
- «Dos libros sobre Wordsworth», núm. 29, mayo 1950, pág. 11.
- Sin firma. Sección Crítica Literaria, núm. 31, julio 1950, pág. 9. (Reseñas de Fin de siècle. A selection of late 19th century literature and art. Selección de Neville Wallis. London, Allan Wingate, 1947; An introduction to English painting, por John Rothenstein. Casell. 2ª ed., 1949; English Cottages and Farm-Houses, por C. Henry Warren, Britain in Pictures; Ronda de luces, poemas de José María Millares Sall. Dibujos de Manolo Millares. Planas de Poesía, núm. 5, Canarias, 1950; Un marido ideal, de Oscar Wilde. Colección Más Allá, núm. 73. Madrid, Afrodisio Aguado, 1950; El amor en la poesía. Rococó y neoclasicismo. Selección de Luis Guarner. Colección Más Allá, núm. 50. Madrid, Afrodisio Aguado, 1950.
- Sin firma. Sección Crítica Literaria, agosto-septiembre 1950, núm. 32, pág. 7. (Reseñas de: Television, medium of the future, por Maurice Gorham. Londres, 1949, y The ballet Annual 1950, editado por Arnold L. Haskell. Londres, 1950.
- A. D. Sección Crítica Literaria, octubre 1950, núm. 33, pág. 7. Reseña de Selected poems, de Sacheverell Sitwell (1948).
- «Los coloquios de Pontigny. Un español en Europa: Julián Marías», octubre 1950, núm. 33, pág. 3. (Entrevista).
- A.D. Sección Crítica Literaria., marzo 1951, núm. 38, págs. 6-7. (Reseña de Romance del tiempo, de Pedro Lezcano. Ediciones El Arca. Las Palmas, 1950.

#### Cuadernos del Congreso por la Libertad de la Cultura (1961-1962)
- «Obras, de Julián Marías», julio 1961 (Reseña).
- «Los Españoles, de Julián Marías», septiembre 1962 (Reseña).

## La Biblioteca de Antonio y Mariana Dorta
Antonio y Mariana Dorta donaron a la Universidad de La Laguna su biblioteca particular, compuesta por algo más de cinco mil volúmenes, muchos de ellos autografiados por sus autores y algunos de gran valor como los dedicados por Rafael Alberti, José Bergamín, Julián Marías o los escritores canarios de vanguardia Agustín Espinosa, Emeterio Gutiérrez Albelo o Pedro García Cabrera. En la biblioteca destacan primeras ediciones de obras literarias y obras sobre la Segunda República. El legado Dorta puede consultarse en la Biblioteca General y de Humanidades de la Universidad de La Laguna.